# Zamglenie

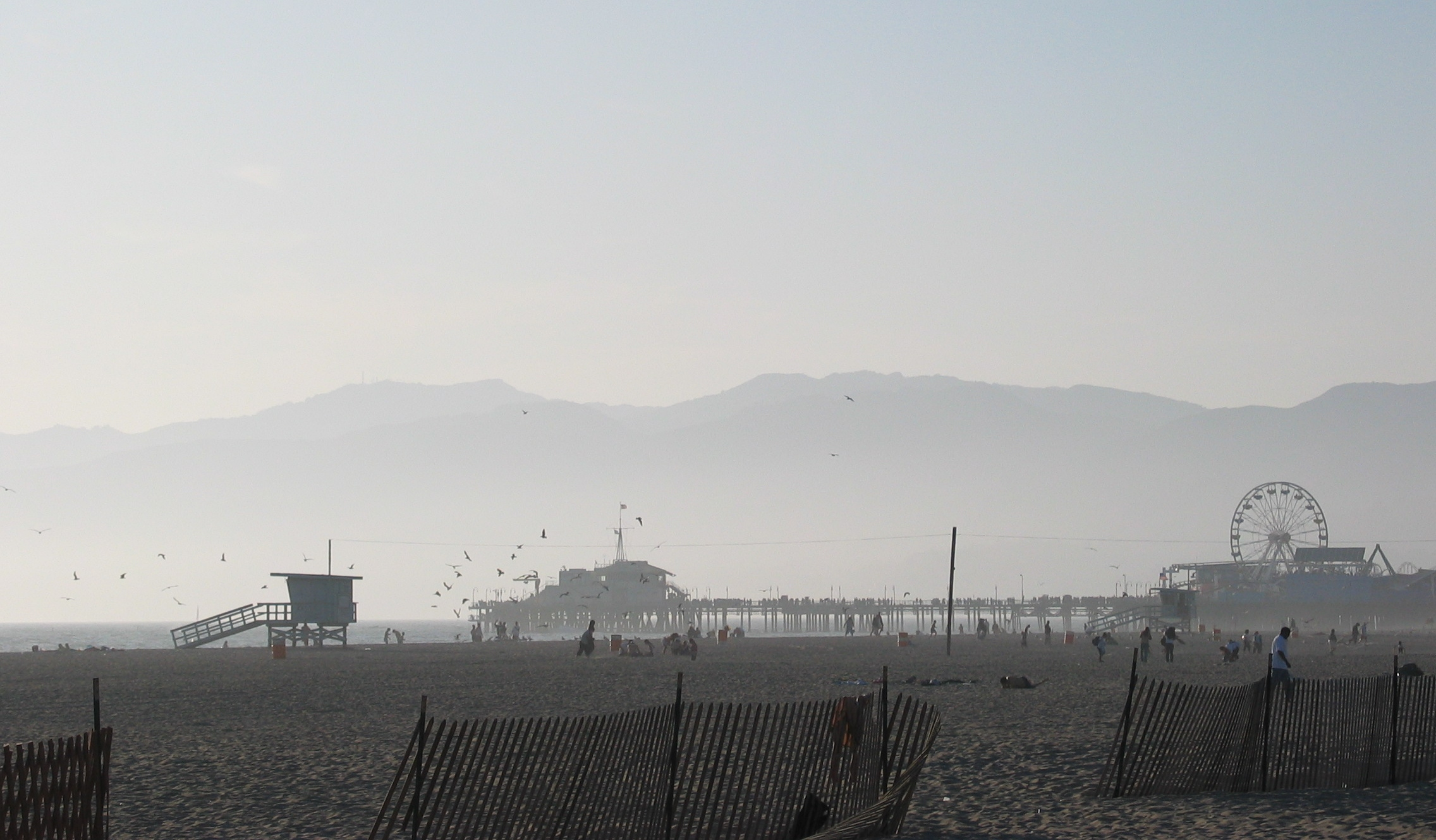
Zamglony horyzont.

Zamglenie – zawiesina mikroskopijnych kropelek wody lub zwilżonych cząstek higroskopijnych w powietrzu przy powierzchni ziemi, powodująca obniżenie widzialności (czyli odległości widzenia w kierunku poziomym z wysokości 1,8 m) do 10 km. Jeżeli tego rodzaju zawiesina ogranicza widzialność poniżej 1 km, to mówimy o mgle. 
Widzialność określa się w kilometrach (w zakresie poniżej 1 km – w metrach), milach morskich bądź ogólniej, za pomocą słownych określeń lub w międzynarodowej skali.
Gdy powietrze jest czyste (pozbawione pyłów i kropelek wody), wyraźnie widać obiekty oddalone o kilkadziesiąt kilometrów, a niebo jest wyraźnie niebieskie. Zanieczyszczenia znajdujące się w powietrzu rozpraszają światło, co ogranicza widoczność poprzez rozmycie szczegółów (konturów). Im zanieczyszczeń jest więcej, tym większe jest rozmycie szczegółów i mniejsza widzialność. Rozproszenie światła powoduje również zmniejszenie kontrastu i nasycenia kolorów, wskutek czego m.in. niebo traci niebieski kolor, stając się szare.

Obniżenie ciśnienia powietrza przy danej temperaturze powoduje zwiększone parowanie wody z kropelek zamglenia, w wyniku czego zmniejsza się zamglenie, a wzrasta widzialność. Jednak spadek ciśnienia spowoduje pogorszenie pogody w najbliższym czasie. Stąd w tradycji wiejskiej funkcjonuje przepowiednia pogody „Dobrze widać góry, będzie padać”.

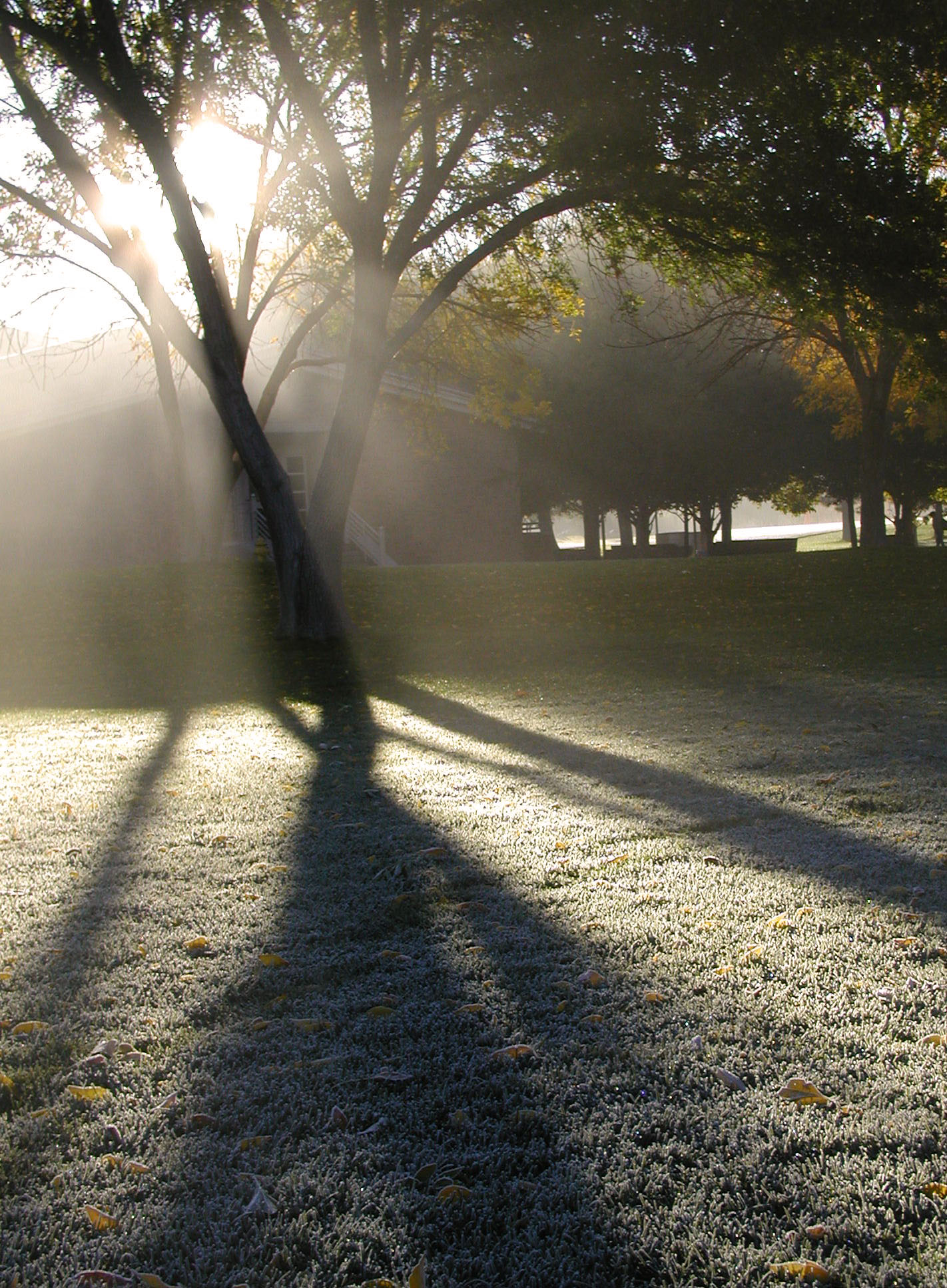
Słońce prześwitujące przez cienką warstwę mgły w zimowy poranek w Albuquerque, Nowy Meksyk, USA.

Inaczej niż w przypadku mgły, podczas zamglenia zazwyczaj nie odczuwa się panującej wtedy niskiej temperatury i wysokiej wilgotności powietrza. Kropelki wody w zamgleniu są mniejsze niż w przypadku mgły lub maja mniejszą koncentrację, natomiast widoczność przy powierzchni ziemi jest większa.
2 symbol przewidziany dla zamglenia wraz z natężeniem.

## Ocena skali widzialności
| liczba | opis                                                                       |
| ------ | -------------------------------------------------------------------------- |
| 0      | wskaźnik na 50m niewidoczny                                                |
| 1      | wskaźnik na 50m jeszcze widoczny, jednak wskaźnik na 200m już niewidoczny  |
| 2      | wskaźnik na 200m jeszcze widoczny, jednak wskaźnik na 500m już niewidoczny |
| 3      | wskaźnik na 500m jeszcze widoczny, jednak wskaźnik na 1km już niewidoczny  |
| 4      | wskaźnik na 1km jeszcze widoczny, jednak wskaźnik na 2km już niewidoczny   |
| 5      | wskaźnik na 2km jeszcze widoczny, jednak wskaźnik na 4km już niewidoczny   |
| 6      | wskaźnik na 4km jeszcze widoczny, jednak wskaźnik na 10km już niewidoczny  |
| 7      | wskaźnik na 10km jeszcze widoczny, jednak wskaźnik na 20km już niewidoczny |
| 8      | wskaźnik na 20km jeszcze widoczny, jednak wskaźnik na 50km już niewidoczny |
| 9      | wskaźnik na 50km jeszcze widoczny.                                         |

| Stopień skali | Słowne określenie widzialności | Przyczyna obniżenia widzialności                                                    | Zasięg widzialności |
| 0             | bardzo zła                     | wyjątkowo gęsta mgła                                                                | 0–50 m              |
| 1             | bardzo zła                     | gęsta mgła, bardzo gęsty śnieg                                                      | 50 m – 0,1 Mm       |
| 2             | zła                            | umiarkowana mgła, gęsty śnieg, niezmiernie intensywny opad deszczu                  | 0,1–0,3 Mm          |
| 3             | obniżona                       | umiarkowany śnieg, silny opad deszczu, zamglenie                                    | 0,3–0,5 Mm          |
| 4             | słaba                          | słaby śnieg, umiarkowany opad deszczu, gęsta mżawka, zamglenie                      | 0,5–1,0 Mm          |
| 5             | słaba                          | słaby śnieg, umiarkowany opad deszczu, gęsta mżawka, zamglenie                      | 1,0–2,0 Mm          |
| 6             | umiarkowana                    | słaby opad deszczu, mżawka, bardzo słaby śnieg, słabe zamglenie, silne zmętnienie   | 2,0–5,0 Mm          |
| 7             | dobra                          | zazwyczaj bez opadów i zamgleń, zmętnienie                                          | 5–11 Mm             |
| 8             | bardzo dobra                   | bez opadów i zmętnień                                                               | 11–28 Mm            |
| 9             | niezwykle dobra (doskonała)    | powietrze wyjątkowo przezroczyste, wystąpienie refrakcji anomalnej (superrefrakcja) | > 28 Mm             |